# Tour de Cerrano
La tour de Cerrano (en italien : Torre di Cerrano), est un élément de la défense côtière située dans la commune de de Pineto, dans la province de Teramo dans les Abruzzes,.
Elle est l'une des anciennes tours côtières du royaume de Naples sur la côte de la mer Adriatique. Elle se situe à 2 km au sud de la ville, dans aire marine protégée de Torre del Cerrano.

## Historique
Elle doit son nom au ruisseau voisin Cerrano, dont le nom dérive probablement de celui de la déesse Cérès. Le cours d'eau prend sa source sur les collines d'Atri. La zone était autrefois le site de l'Antico porto di Atri (it), dans la partie de la mer près de la tour et du ruisseau, les restes d'une jetée en forme de « L », des ouvrages de maçonnerie et divers objets sont submergés.
En 1251, les guelfes d'Atri reçurent du cardinal Pietro Capocci, entre autres privilèges, celui de construire un port ; concession confirmée en 1255 par le pape Alexandre IV avec l'indication à Penna Cerrani (sur Punta del Cerrano).
Sous le règne de Charles II d'Anjou, une « Vieille Tour » apparaît pour la première fois à Penna Cerrani, dont la reconstruction, avec une disposition de 1287, réitérée en 1293 et 1294, fut également confiée à la responsabilité des habitants de Silvi et Montepagano, qui bénéficierait alors de la possibilité d'abriter des navires et de faire du commerce ; des ordres similaires furent émis en 1310 et 1352.
En 1388, les revenus du port furent affectés à sa restauration à la demande du roi Ladislas de Durazzo et de la reine mère et régente Margherita de Durazzo ; des mesures similaires ont été prises à plusieurs reprises au fil du temps, dans le but de maintenir l'efficacité du port ; en 1419, l'autorisation de percevoir un péage également destiné à la garde du Château et du Port de Cerrano fut renouvelée à Atri.
Le port de Cerrano fut incendié et dévasté en 1447 par une puissante flotte commandée par Andrea Loredan envoyée par la république de Venise, en guerre avec Alphonse V d'Aragon, pour détruire les ports de l'Adriatique dont l'ancien port d'Atri. Ils ont également incendié la tour antérieure à celle actuelle de Cerrano. En 1481, le port fut inscrit parmi les possessions héritées d'Andrea Matteo III Acquaviva mais à la fin du siècle, il ne restait plus grand chose :

« A également le château du port de Cerrano cum casamenta à l'intérieur et sbaglio (cour) cum terrino à l'extérieur des murs cum prairie cemuli un à côté des maisons de l'église de Sancto Nicola sur les côtés et sur les pieds le lit de la marina et da capo la rue de la salara et autres extrémités. »

— Cadastre de la Commune d'Atri, 1499.

### La tour de Cerrano
Au XVIe siècle, la menace d'incursions des Sarrasins grandit, particulièrement intenses au cours de l'été 1556, lorsque les Abruzzes furent épargnées par les terribles ravages subis par les côtes italiennes grâce aux défenses et au système de tour de guet mis en place par le duc d'Atri Giovan Girolamo Acquaviva.
Par conséquent, peu de temps après, le vice-roi Don Pedro Afán de Ribera, duc d'Alcalá de los Gazules, décida que la côte des Abruzzes, comme les autres côtes de la péninsule, devait disposer d'un système de tours côtières, construites à une distance telle qu'elles pouvaient communiquer visuellement entre elles, destinées non seulement à donner l'alarme en cas d'incursions ennemies, mais, étant équipées d'une garnison et de couleuvrines, également à repousser de telles incursions.
En 1563, sur la base d'un rapport du gouverneur Marco Antonio Piscicello, Afán de Ribera commanda six tours : Foro, Mucchia, Moro, Sangro, Penna, Saline, dont la construction ne commença cependant pas immédiatement.
En 1568 Alfonso Salazar, commissaire du président de la Chambre Royale de Summaria, après avoir effectué une inspection avec l'ingénieur Scala, ordonna la construction de quatorze tours : Tronto, Vibrata, Salinello, Tordino, Vomano, Chirano, Fossacesia, Senella. et les six de 1563 ; les travaux furent achevés en 1569.
Une bonne partie des tours des Abruzzes ont été construites par Vincenzo Tavoldi, un Bergamasque qui, avec son frère, s'occupait des fortifications de Pescara et de Civitella, et qui, le 1er avril 1568, remporta le contrat pour huit de ces tours, s'engageant à les terminer dans un délai de dix-huit mois.
Cependant, à partir d'autres documents, il ressort que la construction de la Tour de Cerrano a commencé entre 1490 et 1494, il est donc possible que Salazar l'ait seulement achevée, en l'utilisant également comme modèle pour les autres.
La tour de Cerrano est restée longtemps un rempart pour la garnison et la défense de la côte, même après, au début du XVIIIe siècle, elle est devenue une partie des possessions des Scorrani, marquis de Cermignano. Avec l’arrêt des attaques de pirates depuis la mer, la tour perdit sa fonction militaire.

### Apparence actuelle et événements récents

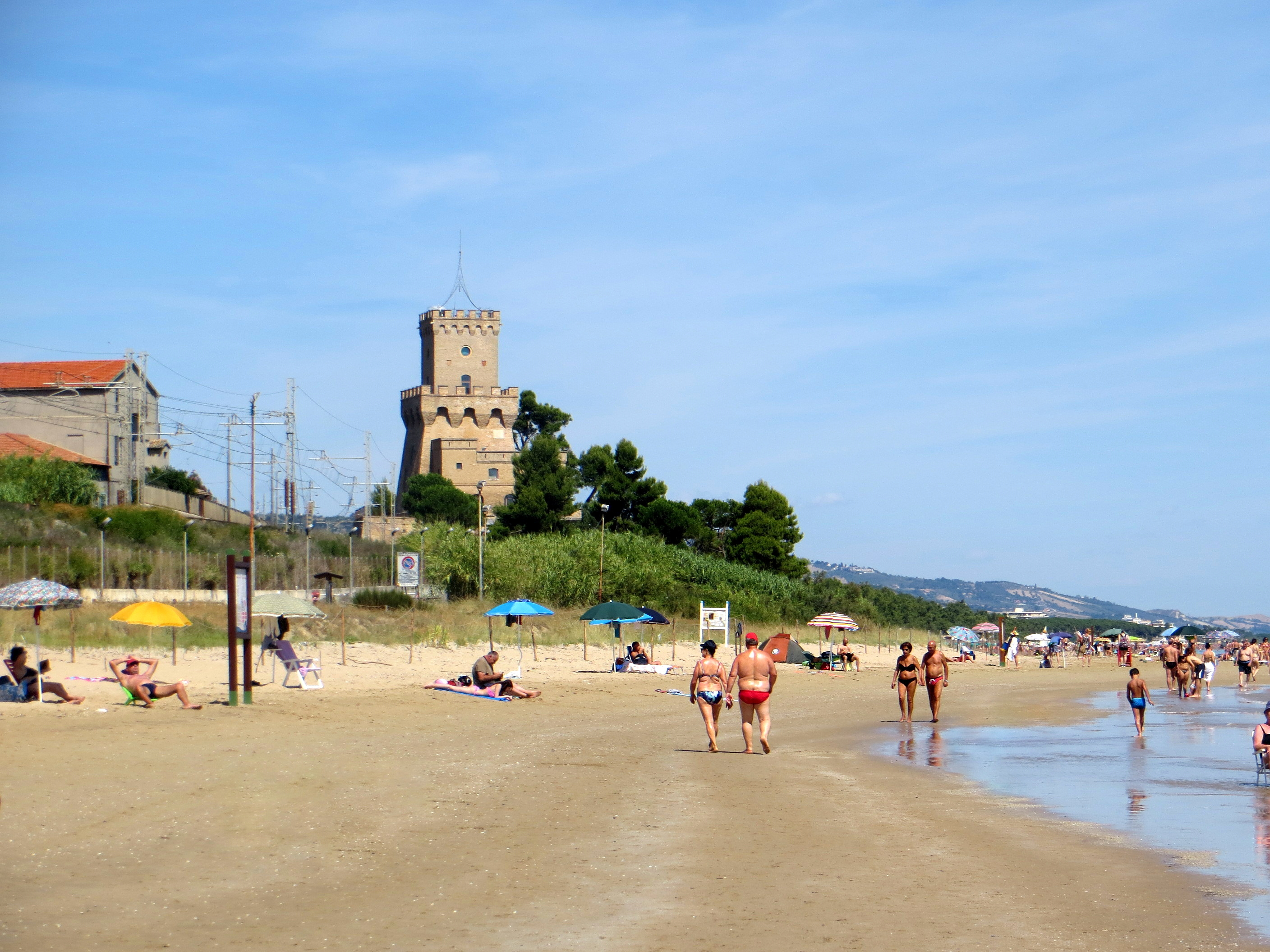
La plage de la Tour de Cerrano.

La construction originale du XVIe siècle, qui constitue le noyau du complexe actuel, est constituée d'une tour massive avec une base carrée en brique. Les murs ont une épaisseur décroissante et sont donc inclinés comme une pyramide, chacun est couronné de quatre robustes encorbellements et de trois mâchicoulis surmontés de six créneaux. Les plafonds sont voûtés en berceau. La typologie est typique des tours côtières de la Vice-royauté, très similaire à la « jumelle » Torre del Salinello (it).
Lors de la construction du chemin de fer, un haut mur de soutènement a été érigé immédiatement en aval de la tour.
Au début du siècle dernier, la tour fut achetée par un officier de marine, Pasquale Filiani, qui, en 1915, la fit restaurer et rendre habitable ; basé sur le projet de l'ingénieur Vincenzo Rosati, il ajouta la tourelle supérieure en forme de parallélépipède régulier, mais en retrait, également couronnée de six encorbellements de chaque côté et de créneaux plus petits. Des escaliers et des pièces ont été créés dans l'épaisseur des murs, dans lesquels diverses fenêtres étaient ouvertes.
Dans les années 1920 le marquis Diego de Sterlich Aliprandi (it) en devint propriétaire , représentant excentrique de la noblesse locale qui, en 1935 fit agrandir la Tour avec l'ajout, sur les côtés sud et est, d'une aile en la forme de « L » comprenant un sous-sol et le rez-de-chaussée, le premier et le deuxième étage.
L'élévation et l'agrandissement ont été réalisés en imitant les matériaux et les styles d'origine et n'ont pas entraîné de modifications substantielles du noyau d'origine.
Le prochain propriétaire fut l'ingénieur Tito Marucci. En 1981, la tour a été achetée par l'Administration Provinciale de Teramo qui, après avoir réalisé des travaux de rénovation et de consolidation, y a établi un Centre de Recherche et d'Études en 1983 ; le 21 mai 1983, le complexe fut confié à l'Istituto zooprofilattico sperimentale dell'Abruzzo e del Molise (it).